# Al-Ibrahimiyya
El Ibrahimiyya oder Ibrahimieh (arabisch الإبراهيمية al-Ibrahimiya, DMG al-Ibrāhīmīya) ist ein Stadtteil der Großstadt Alexandria in Ägypten.